# La Fémis
La Fémis (formellt École Nationale Supérieure des Métiers de l'Image et du Son, "Nationella högskolan för bild- och ljudyrken") är den ledande filmskolan i Frankrike och ligger i Paris. Namnet kommer från förkortningen FEMIS, av Fondation Européenne pour les Métiers de l’Image et du Son, "Europeiska stiftelsen för bild- och ljudyrken".
La Fémis grundades 1943 av Marcel L'Herbier under namnet Institut des Hautes Etudes Cinématographiques (IDHEC, "Institutet för högre filmstudier") och var den främsta franska filmskolan. 1985 omstrukturerades IDEHC på kulturminister Jack Langs initiativ vilket 1986 resulterade i La Fémis.

## Elever (i urval)
- Eric M. Nilsson
- Marina de Van
- Louis Malle
- François Ozon
- Céline Sciamma
- Claire Denis
- Christophe Gans
- Patrice Leconte
- Alain Resnais
- Volker Schlöndorff
- Jean-Jacques Annaud